# 강화군의 시내버스
강화군의 시내버스에 관한 설명이다. 강화군은 인천광역시에 속해 있지만 시내버스 부문의 행정은 인천광역시청이 아닌 강화군청 경제교통과에서 담당하고 있다. 강화도 내에는 그 특성에 맞게 여러 종류의 시내 또는 마을버스들이 운행하고 있다. 기존에는 다양한 시외버스 노선들도 운행되어 왔으나 2010년 4월 30일 기존에 시외직행 노선으로 운행되었던 신촌직행 노선의 형간전환을 끝으로 모두 사라지게 되었다.
현재 강화군 지역을 운행하는 노선들 중 강화마을버스와 소수의 시외버스 노선들을 제외한 전 노선이 환승할인이 가능한 상태이며, 이들 노선들은 인천시 면허와 경기도 면허의 버스들로 나누어볼 수 있다. 인천시 면허의 노선으로는 60-5번, 800번, 801번 좌석버스, 70번, 71번 시내일반(간선)버스, 3000번 직행좌석버스 노선과 강화군내버스가 있다. 강화군내버스의 관리는 시에서 강화군청 측에 위임하여 현재 강화군청 경제교통과 보관됨 2013-10-05 - 웨이백 머신 담당하고 있으나 크게는 이들 역시 인천시 면허에 속하는 노선들이다. 경기도 면허의 노선으로는 시내일반노선인 88번, 90번, 96번이 있다. 96번을 제외한 모든 노선은 2009년에서 2010년 사이 기존의 김포시 종점 노선이 연장되거나 시외 면허 노선들이 형간전환된 것들이다. 언급된 노선들과는 별개로 강화읍 외곽, 교동도, 석모도 등의 지역에서 마을버스도 운행되고 있다.

## 운임 체계
인천광역시와 경기도 면허의 노선 모두 수도권 통합운임제를 적용받지만 면허 종류에 따라 운임 체계가 상이하다. 타 시, 도 소속의 노선의 자세한 운임을 보려면 해당 자치단체의 대중교통 페이지의 내용을 확인하도록 한다.
| 종류 | 나이                    | 카드 (원) | 현금 (원) | 종류              | 나이                    | 카드 (원) | 현금 (원) |
| --- | ----------------------- | --------- | --------- | ----------------- | ----------------------- | --------- | --------- |
| 60-5번 800번 | 어른 (만 19세 이상)     | 1,300     | 2,000     | 간선버스 군내버스 | 어른 (만 19세 이상)     | 1,250     | 1,300     |
| 60-5번 800번 | 청소년 (만 13세 ~ 18세) | 900       | 1,500     | 간선버스 군내버스 | 청소년 (만 13세 ~ 18세) | 870       | 900       |
| 60-5번 800번 | 어린이 (만 7세 ~ 12세)  | 530       | 900       | 간선버스 군내버스 | 어린이 (만 7세 ~ 12세)  | 500       | 500       |
| 마을버스 | 어른 (만 19세 이상)     |           |           |                   |                         |           |           |
| 마을버스 | 청소년 (만 13세 ~ 18세) |           |           |                   |                         |           |           |
| 마을버스 | 어린이 (만 7세 ~ 12세)  |           |           |                   |                         |           |           |
| 경기도 직행좌석 | 어른 (만 19세 이상)     | 2,400     | 2,500     | 경기도 시내일반   | 어른                    | 1,250     | 1,300     |
| 경기도 직행좌석 | 청소년 (만 13세 ~ 18세) | 1,680     | 1,800     | 경기도 시내일반   | 청소년 (만 13세 ~ 18세) | 870       | 900       |
| 경기도 직행좌석 | 어린이 (만 7세 ~ 12세)  | 1,680     | 1,700     | 경기도 시내일반   | 청소년 (만 13세 ~ 18세) | 630       | 700       |
| * 인천시내버스로 분류된 노선들의 경우 단독통행시 기본요금만 부과된다. 경기도 노선으로 분류된 노선들의 경우 환승통행 여부에 관계없이 하차시 반드시 하차태그를 해야 한다. * 환승통행시에는 노선의 유형에 관계없이 카드를 단말기에 반드시 하차태그를 해야 한다. * 군내버스 운행정보 |                         |           |           |                   |                         |           |           |

## 인천광역시 소속 시내버스 노선
인천 방식의 통합형 운임 징수기가 설치되어 있는 차량의 노선이 이에 속한다. 넓은 범위에서는 이들 노선 모두 인천광역시의 시내버스에 속하지만, 이들 중 강화군내버스는 인천광역시청이 아닌 강화군청 경제교통과에서 담당하며, 인천광역시청에서는 그 외의 노선인 60-5번, 70번, 71번, 800번, 801번과 3000번만을 직접 관리한다.
| 노선 번호     | 운행업체   | 운행구간   | 운행구간 | 운행구간               | 경유지 | 배차 간격 (분) | 비고                                 |
| ------------- | ---------- | ---------- | -------- | ---------------------- | --- | -------------- | ------------------------------------ |
| 60-5 좌석버스 | 강화교통   | 강화터미널 | ↔        | 김포공항               | 양도면, 화도면, 온수리, 초지대교, 대곶면, 양곡, 운양역 | 45~65          | 김포한강로 경유 2014년 4월 16일 신설 |
| 70            | 강화교통   | 강화터미널 | ↔        | 청라한양수자인         | 선원면, 불은면, 온수리, 초지대교, 대곶면, 구래역, 솔터마을, 단봉초등학교, 검단사거리역, 완정역, 검암역입구, 검암경서동행정복지센터, 경서지구, 아시아드경기장역, 웰카운티, 호반베르디움3차, 한일베라체 | 30~37          | 2009년 11월 1일 인천시 면허로 변경   |
| 71            | 강화교통   | 강화터미널 | ↔        | 아시아드주경기장(동문) | 창리, 세광아파트, 양도, 화도터미널, 온수리, 초지진, 초지대교, 대곶, 구래역, 검단사거리, 완정역, 아시아드경기장역, 심곡초교(국제성모병원), 가정역, 루원 풍경채                                         | 30~45          |                                      |
| 800 좌석버스  | 강화교통   | 강화터미널 | ↔        | 문학경기장             | 김포대입구, 마송, 양곡, 구래역, 검단사거리역, 완정역, 검암역입구, 서구청, 인천의료원, 시민공원역, 석바위, 인천시청, 길병원, 인천터미널                                                                | 25~40          | 인천대로 경유                        |
| 801 좌석버스  | 강화교통   | 강화터미널 | ↔        | 문학경기장             | 김포대입구, 새터마을, 마송, 통진중고등학교, 인하대병원, 보훈병원, 시민공원, 길병원, 인천터미널 | 4회            | 수도권제2외곽순환고속도로 경유       |
| 3000 직행좌석 | 신동아교통 | 강화터미널 | ↔        | 신촌                   | 김포대입구, 마송(우회도로), 장기동, 김포시, 고촌역, 개화역, 송정역, 염창역, 합정역, 홍대입구역 | 25~35          | 2024년 7월 1일 분리                  |

### 71번 간선버스

인천터미널과 강화서문 구간을 오가는 700번 간선버스. 통합운임제로의 편입 이전에는 구간 운임을 징수하였다.

강화군은 1995년 3월 인천광역시에 편입된 이후에도 오랜 기간 동안 인천까지 이동하려면 높은 운임의 시외직행버스만이 운행하여 왔으며, 초지대교 개통과 함께 한동안 120번 좌석버스가 운행하였으나, 시외직행버스와 별 차이없는 운임 및 매우 드문 배차간격으로 존재 이유 자체가 희박하였다. 이와 관련한 강화 주민들의 교통 불편을 경감하기 위해 인천광역시에서는 700번 좌석버스를 신설하기에 이르렀다. 하지만 개통 당시 강인여객에서 운행하였던, 700번 고유의 구간운임은 대체 노선이 전무하다시피 한 지역 교통 사정과 맞물려 악명이 높았다. 실제로 60-2번이 강화군 지역에 진입하기 전까지 강화 남부지역에서 강화읍을 경유하지 않고 강화도 바깥으로 진출하는 방법으로는 1시간 간격의 신촌행 시외버스를 이용하거나 700번을 이용하는 방법 밖에 없었다. 700번의 구간운임은 2009년 10월 10일 인천 버스의 수도권 통합운임제 편입과 동시에 폐지되어 이 문제는 해결되었으나, 기본운임이 950원에서 1,700원으로 인상되면서 강화 내를 이동하던 이용객의 경우, 기본운임 인상 사실이 비교적 잘 알려진 것으로 보이는 초지대교 이남 구간에서와 달리 기본운임 인상 사실을 잘 모르는 경우가 많아 불편을 호소하기도 하였다. 물론 운임 조정으로 인해 모든 경우에서 부과되는 운임이 올라간 것은 아니다. 별도의 환승 없이 인천에서 강화까지 이동한 경우, 기존에는 2,100원의 운임이 부과되었으나 조정 후에는 1,700원으로 운임을 덜 내는 효과를 보게 되었다.
강화군청 측에서는 2011년 6월 30일로 700번 노선의 한정면허 유효기간이 만료됨에 따라, 2011년 6월 14일부터 기존에 시외좌석으로 운영되고 있는 700번을 경로 변경 없이 간선 노선으로 전환시키는 한편, 10대로 운행 중인 700번의 운행 대수를 기존보다 1대 감폐차시켰다. 간선 노선으로 전환됨에 따라 기본운임은 900원으로 인하되었다. 6월 14일에 이루어진 조정으로 인천터미널과 양곡을 오가던 70-1번의 경우 6월 14일 부로 노선이 폐선되는 한편, 일부 정류소에만 정차하는 시외좌석급의 800번이 신설되었다.
2016년 7월 30일 이루어진 인천시내버스 개편으로 700번이 화도면을 경유하는 지선 노선인 700-1번에 흡수되었으며, 이와 별도로 온수리에서 경인항을 거쳐 검암역을 잇는 700-2번이 신설되었다가 2018년에 700-2번이 폐선되었다. 2022년 12월 71번으로 노선 번호를 변경해 운행 중이다.

### 60-2번과 70번 간선버스
처음부터 인천 면허였던 700번과는 달리, 60-2번과 70번, 구 70-1번은 다르게 분류되는 면허로부터 인천 시내 면허로 넘어온 경우에 속한다. 각 노선의 이력을 살펴보면 다음과 같다.
- 인천 면허로의 변경 이력 : 60-2번은 영등포~대명항을 연결하는 60-3번의 지선 격으로 김포운수에서 신설한 경기도 시내일반버스였으며, 2009년 7월 14일자로 강화 온수리로 노선이 연장[5] 된 후 같은 해 10월 말 강화교통으로 노선이 양도된 후 인천 면허가 되었다. 60-3번은 이와 같은 변화와는 관련이 없다. 70번과 이 노선의 운행구간 중 인천터미널~양곡 구간만을 운행하는 70-1번은 선진버스 소속의 경기도 시외직행버스였으며, 2009년 10월 16일 시내버스로의 형간전환[6][7] 이 이루어진 다음 같은 해 11월 1일 인천 면허로 변경이 되어 지금에 이르고 있다. 70-1번은 2011년 6월 14일 조정에 의해 폐선되었다. 한편 70번과 동시에 경기도 시내일반면허로 형간전환되었던 90번은 현재에도 경기도 면허로 유지되고 있다.
- 버스정보관리시스템에의 등록 지연 및 운행업체 변경 : 통상적으로 노선이 이관되거나 신설되는 시점부터 그 노선에 대한 운행 정보가 제공되는 것과 대조적으로 2010년 11월 1일 인천 면허로 변경된 노선 모두 한동안 운행구간만 확인할 수 있는 등 인천광역시 버스정보관리시스템 버스도착 예정정보 서비스를 통해 정상적인 운행정보가 제공되지 않았으며, 60-2번의 경우 그 기간이 상당히 길었으나[8][9] 2010년 7월 1일을 전후로 이 노선의 운행정보도 열람할 수 있게 되었다.
- 최근의 변화 : 60-2번과, 70번, 70-1번 모두 2010년 2월경 신동아교통으로 운행업체가 변경되었다가 이후 다시 강화교통가 운행업체가 되었다. 이들 노선들이 속해 있는 강화교통는 한정면허에 속해 있어[10] 수입금공동관리 준공영제가 아닌 종래의 인천형 준공영제를 적용받는다.[11] 한편 2011년 6월 14일에 노선 조정이 이루어져 70-1번이 폐선되고 시외좌석버스 800번이 신설되는 등의 변화가 일어났다.[4] 2014년 4월 16일에는 60-2번의 김포공항 연장 노선 격인 60-5번이 시외좌석버스로 신설되어 운행을 시작하였으며,[12] 2015년 1월 2일에 60-5번 노선이 화도터미널에서 강화터미널로 노선이 연장되었다.

### 3000번 직행좌석버스
강화도와 서울 신촌을 잇는 3000번 직행좌석버스는 2010년까지는 시외직행버스로 운행하던 노선이다(강화운수 시외버스의 형간전환 문단 참조). 면허권이 경기도에 있던 3000번 직행좌석버스는 기점을 경기도에 두고 있지 않아 여객자동차운수사업법 시행령에 어긋나게 되어, 2024년 7월 1일부터 강화군에서 출발하는 인천 면허 3000번과 김포시에서 출발하는 경기도 면허 3000-1번으로 노선이 분리되었다. 당초 3000번 노선은 김포시 구간을 김포한강로로 우회하여 당산역까지만 운행하는 것으로 예정되어 있었는데, 김포시의 반발로 노선 면허권만 이전되어 기존 노선대로 운행하게 되었다. 이에 인천시는 3000번 노선의 운행 시간 단축을 위해 강화군의 의견을 수렴, 경기도 및 김포시와 협의를 거쳤으며, 3000번 노선은 8월 5일부터 김포시 지역 내 정류소 수가 줄어든 새 노선대로 운행하게 되었다.

## 강화군내버스
다른 노선들이 강화터미널 등 주요 지점들과 외부 지역을 연결하는 역할을 한다면 강화군내버스 노선들은 주요 지점과 강화군 각 지역을 연결하는 역할을 수행한다. 모든 노선의 운행을 군내버스가 맡고 있으며 유동 인구가 많지 않은 사정 때문에 다른 노선들에 비해서는 운행 횟수가 적은 편이다. 온수리에서 출발하는 일부 노선들을 제외한 모든 노선들이 강화터미널에서 출발한다. 아래는 2016년 7월 30일에 개편된 노선의 목록이다. 자세한 노선과 시간표 등의 정보는 강화군청 누리집의 버스 안내에서 찾을 수 있다.

### 노선 목록
3번과 4번 노선은 해안순환버스이다.
| 노선 번호 | 운행구간   | 운행구간 | 운행구간       | 경유지                                                                               | 운행 횟수 | 비고                                     |
| --------- | ---------- | -------- | -------------- | ------------------------------------------------------------------------------------ | --------- | ---------------------------------------- |
| 3         | 강화터미널 | →        | 강화터미널     | 선원면, 불은면, 온수리, 동막해변, 선수, 화도, 안양대                                 | 9회       | 시계방향 순환                            |
| 4         | 강화터미널 | →        | 강화터미널     | 안양대, 화도, 선수, 동막해변, 온수리, 불은면, 선원면                                 | 8회       | 시계반대방향 순환                        |
| 9         | 강화터미널 | ↔        | 강화산단       | 강화중학교                                                                           | 4회       |                                          |
| 10        | 강화터미널 | ↔        | 돌머루(대산)   | 강화중학교, 옥림리, 강화산단, 월곳리                                                 | 13회      | 2회 강화서문 경유(10A)                   |
| 11        | 강화터미널 | ↔        | 용구물         | 강화병원, 갑룡초교, 용성리                                                           | 12회      | 3회 강화서문 경유(11A)                   |
| 12        | 강화터미널 | →        | 강화터미널     | 선원면, 더리미, 갑곶돈대, 현대아파트, 강화병원                                       | 6회       | 시계반대방향 순환 1회 강화서문 경유(12A) |
| 13        | 강화터미널 | →        | 강화터미널     | 강화병원, 현대아파트, 갑곶돈대, 더리미, 선원면                                       | 5회       | 시계방향 순환                            |
| 14        | 강화터미널 | →        | 강화터미널     | 강화고교, 선행리입구, 황련사입구, 충렬사                                             | 7회       | 시계반대방향 순환                        |
| 15        | 강화터미널 | →        | 강화터미널     | 충렬사, 황련사입구, 선행리입구, 강화고교                                             | 2회       | 시계방향 순환                            |
| 16        | 강화터미널 | ↔        | 더리미         | 찬우물, 선원면, 고시기                                                               | 5회       |                                          |
| 17        | 강화터미널 | ↔        | 금월리         | 찬우물, 선원면, 연리입구                                                             | 7회       |                                          |
| 18        | 강화터미널 | ↔        | 교동도(월선포) | 송해삼거리, 고인돌, 인화리, 봉소리, 고구리, 대룡시장, 상용리                         | 11회      | 구 70번                                  |
| 20        | 강화터미널 | →        | 강화터미널     | 서문, 송해삼거리, 숭뢰2리, 우뢰촌, 호박골, 홍의사거리, 부근삼거리                    | 8회       |                                          |
| 21        | 강화터미널 | →        | 강화터미널     | 서문, 송해삼거리, 부근삼거리, 홍의사거리, 호박골, 우뢰촌, 숭뢰2리                    | 6회       |                                          |
| 22        | 강화터미널 | ↔        | 양오저수지     | 대월초교, 송해삼거리, 솔정마을, 숭뢰2리                                              | 3회       | 구 23-1번                                |
| 23        | 강화터미널 | ↔        | 양오리         | 서문, 송해면사무소, 도간마을, 장정2리                                                | 2회       |                                          |
| 24        | 강화터미널 | →        | 강화터미널     | 서문, 당산리, 덕하리, 양사면사무소, 인화리, 신봉리, 고인돌                           | 7회       | 시계반대방향 순환                        |
| 25        | 강화터미널 | →        | 강화터미널     | 서문, 고인돌, 신봉리, 인화리, 양사면사무소, 덕하리, 당산리                           | 7회       | 시계방향 순환                            |
| 26        | 강화터미널 | →        | 강화터미널     | 서문, 송해면사무소, 당산리, 철산리, 평화전망대, 북성리, 양사면사무소, 신봉리, 고인돌 | 6회       | 시계반대방향 순환                        |
| 27        | 강화터미널 | →        | 강화터미널     | 서문, 고인돌, 신봉리, 양사면사무소, 북성리, 평화전망대, 철산리, 당산리, 송해면사무소 | 6회       | 시계방향 순환                            |
| 30        | 강화터미널 | ↔        | 외포리         | 서문, 송해삼거리, 고인돌, 하점면사무소, 강서중학교, 망월입구, 내가면사무소           | 16회      | 1회 외포리→강화 직행                     |
| 31A       | 강화터미널 | ↔        | 석모도         | 안양대, 인산저수지, 외포리, 황청리, 석모리→ 석포리                                   | 4회       | 석모도 시계반대방향 순환                 |
| 31B       | 강화터미널 | ↔        | 석모도         | 안양대, 인산저수지, 외포리, 황청리, 석포리→ 석모리                                   | 6회       | 석모도 시계방향 순환                     |
| 32        | 강화터미널 | ↔        | 창후리         | 서문, 송해삼거리, 고인돌, 하점면사무소, 강서중학교                                   | 11회      |                                          |
| 33        | 강화터미널 | ↔        | 망월리         | 서문, 송해삼거리, 부근삼거리, 신삼리, 명신초교                                       | 10회      |                                          |
| 34        | 강화터미널 | →        | 강화터미널     | 서문, 송해삼거리, 신삼리, 망월, 창후입구, 강서중학교, 하점면사무소                   | 3회       | 시계방향 순환                            |
| 35A       | 강화터미널 | ↔        | 석모도         | 안양대, 인산저수지, 외포리, 황청리, 석모리→ 하리→ 민머루해수욕장→ 석포리             | 1회       | 31A에서 하리, 민머루 추가경유            |
| 35B       | 강화터미널 | ↔        | 석모도         | 안양대, 인산저수지, 외포리, 황청리, 석포리→ 민머루해수욕장→ 하리→ 석모리             | 1회       | 31B에서 민머루, 하리 추가경유            |
| 37        | 강화터미널 | ↔        | 황청리         | 안양대, 인산저수지, 외포리, 내가면사무소, 오상리, 구하리                             | 12회      |                                          |
| 39        | 강화터미널 | ↔        | 내가면         | 서문, 국화저수지, 고천리                                                             | 3회       |                                          |
| 39A       | 강화터미널 | ↔        | 석모도         | 서문, 국화저수지, 고천리, 내가면, 오상리, 구하리, 황청리, 석모리→ 석포리             | 1회       |                                          |
| 40        | 강화터미널 | ↔        | 화도터미널     | 안양대, 인산저수지, 양도면사무소                                                     | 8회       |                                          |
| 41        | 강화터미널 | ↔        | 정수사         | 안양대, 인산저수지, 양도면사무소, 화도터미널, 덕포리                                 | 8회       |                                          |
| 42        | 강화터미널 | ↔        | 화도터미널     | 선원면, 불은면, 온수리, 덕포리                                                       | 5회       |                                          |
| 43        | 강화터미널 | ↔        | 화도터미널     | 선원면, 불은면, 오두리, 신현리, 온수리, 도장리, 조산초교                             | 2회       |                                          |
| 44        | 강화터미널 | ↔        | 화도터미널     | 선원면, 불은면, 온수리, 도장리, 조산초교                                             | 2회       | 1회 강남중학교에서 운행 종료             |
| 45        | 강화터미널 | ↔        | 산문·건평      | 안양대, 인산저수지                                                                   | 4회       |                                          |
| 46        | 강화터미널 | ↔        | 탑재           | 안양대, 인산저수지, 산문, 건평, 양도면사무소                                         | 5회       |                                          |
| 48        | 강화터미널 | ↔        | 양도면사무소   | 선원면, 불은면, 도장2리, 조산초교                                                    | 11회      |                                          |
| 49        | 강화터미널 | ↔        | 화도터미널     | 서문, 국화저수지, 고천리, 내가면, 외포리, 양도면사무소                               | 4회       | 구 36번                                  |
| 50        | 강화터미널 | ↔        | 온수리         | 선원면, 불은면                                                                       | 2회       |                                          |
| 51        | 강화터미널 | ↔        | 동검리         | 선원면, 불은면, 온수리, 전등사, 선두4리                                              | 8회       |                                          |
| 52        | 강화터미널 | ↔        | 온수리         | 선원면, 불은면, 호국교육원, 길직리                                                   | 6회       |                                          |
| 53        | 강화터미널 | →        | 강화터미널     | 갑곶돈대, 광성보, 초지진, 황산도입구, 장안말, 온수리, 덕진진                         | 8회       | 1회 강화서문 경유                        |
| 54        | 강화터미널 | ↔        | 고능리         | 안양대, 불은면, 고잔마을                                                             | 8회       |                                          |
| 55        | 강화터미널 | ↔        | 온수리         | 선원면, 불은면, 오두리, 신현리, 덕진사거리                                           | 8회       |                                          |
| 57        | 강화터미널 | ↔        | 장안말         | 선원면, 불은면, 온수리, 초지삼거리                                                   | 4회       |                                          |
| 58        | 강화터미널 | →        | 강화터미널     | 선원면, 불은면, 온수리, 선두리, 동검리, 장흥리, 전등사                               | 4회       | 시계반대방향 순환                        |
| 59        | 강화터미널 | →        | 강화터미널     | 선원면, 불은면, 온수리, 장흥리, 동검리, 선두리, 전등사                               | 4회       | 시계방향 순환                            |
| 61        | 강화터미널 | ↔        | 외포리         | 서문, 국화저수지, 고천리, 내가면                                                     | 5회       |                                          |
| 62        | 강화터미널 | ↔        | 외포리         | 조산초교, 인산삼거리, 외포리, 온수리, 불은면, 선원면                                 | 8회       |                                          |

### 강화마을버스
대산마을버스, 연지마을버스, 교동동북부마을버스, 교동서부마을버스, 삼산마을버스 5개의 운행사가 강화읍, 교동도, 석모도 지역의 마을버스를 운행하고 있다. 인천시 지선 도색 또는 고유의 도색으로 운행되며, 2010년 4월까지는 단말기가 없어 교통카드를 사용할 수 없었으나, 2010년 5월부로 단말기가 설치되어 통합운임제에 참가하였다.
| 운행노선         | 운행구간        | 운행구간 | 운행구간    | 경유지                                                            | 운행 횟수 | 비고                                         |
| ---------------- | --------------- | -------- | ----------- | ----------------------------------------------------------------- | --------- | -------------------------------------------- |
| 대산마을 (901)   | 강화읍 풍물시장 | ↔        | 대산리      | 강화군청, 강화경기장                                              | 9회       | 2회 월곳리 경유                              |
| 연지마을 (902)   | 강화슈퍼        | ↔        | 연리·지산리 | 강화군청, 강화터미널 앞, 세광아파트, 선원면사무소, 용진진, 남산뒤 | 11회      |                                              |
| 교동서부 (903)   | 대룡시장        | →        | 대룡시장    | 양갑리, 난정리, 서한리, 등산리                                    | 8회       |                                              |
| 교동동북부 (904) | 대룡시장        | →        | 대룡시장    | 삼선리, 인사리, 무학리                                            | 8회       |                                              |
| 삼산마을 (905)   | 보문사          | →        | 보문사      | 어류정항, 석포리, 외포리, 면사무소, 상주                          | 5회       | 시계반대방향 3회 하리선착장, 2회 민머루 경유 |
| 삼산마을 (906)   | 보문사          | →        | 보문사      | 상주, 면사무소, 외포리, 석포리, 어류정항                          | 5회       | 시계방향 3회 하리선착장, 2회 민머루 경유     |

## 경기도 소속 시내버스 노선
현재 강화군에 진입하는 경기도 시내버스 노선들 중 대부분은 과거에 김포대학이 종점이었거나 시외 면허로 운행하던 노선들이다. 안덕수 당시 강화군수를 비롯한 군청 관계자들이 국토해양부 관계자들을 설득하는 등의 노력으로 여객자동차 운수사업법 시행규칙 제8조에 의해 시내버스 노선들에 적용되는 시계외 30km 거리 제한을 강화 지역에 한해 해제함으로써 경기도 노선들의 연장 또는 형간 전환이 가능해졌으며, 실제로 2009년과 2010년에 걸쳐 이들 노선들에 대한 산발적인 조정이 이루어졌다.
| 노선 번호 | 운행업체 | 운행구간   | 운행구간 | 운행구간            | 경유지                                                                                       | 배차 간격 (분) | 비고        |
| --------- | -------- | ---------- | -------- | ------------------- | -------------------------------------------------------------------------------------------- | -------------- | ----------- |
| 88        | 선진상운 | 강화터미널 | ↔        | 영등포역            | 김포대학, 마송, 김포시, 고촌, 개화역, 송정역, 염창역, 당산역                                 | 25             |             |
| 90        | 선진버스 | 강화터미널 | ↔        | 부평역              | 김포대학, 마송, 양곡, 검단, 공촌4, 작전역                                                    | 10~15          |             |
| 96        | 고양교통 | 강화서문   | ↔        | 일산 (식사동차고지) | 강화터미널, 김포대학, 마송, 김포시, 고촌, 서울외곽순환고속도로, 마두역, 일산동구청, 하늘마을 | 20~30          | 고양시 면허 |

### 김포시 종점 노선들의 연장
강화군에 들어오는 경기도 시내일반 노선들 중 96번을 제외한 나머지 노선들은 거의 대부분 2009년에 모두 현재와 같은 모양새를 갖추게 되었으며, 이 중 인천면허로 전환된 60-2번, 2010년에 전환된 330번을 제외한 나머지 노선들의 변경은 모두 9월과 10월에 이루어졌다. 이들 노선들이 현재의 모양새를 갖추게 된 과정을 시간 순서로 나열하면 다음과 같다.

김포 90번 시내버스. 과거에는 시외직행버스로 운행되었다.

- 2009년 7월 1일 : 기존의 960번 노선의 번호가 96번으로 변경
- 2009년 7월 14일 : 60-2번의 기점이 대명항에서 강화 온수리로 변경
- 2009년 9월 23일 : 김포대학~송정역 구간을 운행하던 8번의 기점이 김포대학에서 강화터미널로 변경
- 2009년 10월 16일 : 기존에 시외직행버스로 운행되던 70번과 90번, 99번이 시내일반으로 형간전환[18]
- 2009년 10월 31일 : 80번과 88번의 기점이 김포대학에서 강화터미널로 변경.[19]
- 2009년 11월 1일 : 70번, 70-1번의 면허가 경기면허에서 인천면허로 변경, 거의 비슷한 시점에 60-2번을 운행하던 김포운수 측이 노선을 강화교통으로 양도, 노선은 인천면허로 변경. 이후 2010년 2월경 세 노선 모두 신동아교통으로 운행업체 변경.

### 강화운수 시외버스의 형간전환
강화운수 측에서는 시내버스로의 형간전환을 추진해 왔으며 2010년 2월 19일 기존의 33번 시외버스가 330번 시내버스로 형간전환된 데 이어 기존에 시외완행버스로 운행되던 1번, 3-1번은 2010년 4월 23일부로, 시외직행버스로 운행되던 신촌~강화, 신촌~화도 노선은 2010년 4월 30일 형간전환되었다. 이로써 이들 노선을 이용하던 승객들의 운임 부담이 대체로 줄게 되었다.
- 2010년 2월 19일 : 시외완행버스로 운행되던 33번이 시내일반 노선으로 형간전환하고 330번으로 번호 변경
- 2010년 4월 23일 : 시외완행버스로 운행되던 1번, 3-1번이 시내일반으로 형간전환. 3번은 폐지 후 3-1번에 흡수통합.
- 2010년 4월 30일 : 시외직행버스로 운행되던 신촌~강화, 신촌~외포리, 신촌~화도 노선 중 신촌~강화 노선과 신촌~화도 노선이 각각 3000번과 3100번 직행좌석버스로 형간전환[22]

2010년 4월 9일자로 시외완행으로 운행되던 1번, 3번, 3-1번을 시내일반으로, 시외직행으로 운행되던 신촌~강화, 신촌~외포리, 신촌~화도 노선을 직행좌석으로 형간전환되는 것을 내용으로 하는 게시글이 경기도 버스정보시스템의 공지사항에 업로드되었으며 이들 중 1번, 3번, 3-1번은 2010년 4월 23일에, 신촌~강화 및 신촌~화도 노선은 2010년 4월 30일 형간전환되었다. 이중 영등포역과 강화를 오가는 1번은 노선 대부분이 88번과 중복되어 2010년 7월 1일부로 통합되었다. 다소 복잡하게 보이는 이들 노선의 전환 내용을 표로 살펴보면 다음과 같다. 아래 표에 나와 있는 내용은 인가상의 것으로 실제 운행 또한 같은 방식으로 이루어졌다는 것을 의미하지는 않는다. 예를 들어, 시내버스로 형간전환하기 이전의 1번은 인가상으로는 75회 운행이었지만, 실제로는 8회만 운행하였다.
| 변경 전     | 변경 전       | 변경 전   | 변경 전    | 변경 후 (변경 당시) | 변경 후 (변경 당시) | 변경 후 (변경 당시) | 변경 후 (변경 당시) | 변경 후 (변경 당시) | 변경 후 (변경 당시) | 전환일자        | 비고                                                   |
| 노선 (번호) | 운행구간      | 운행 거리 | 운행 횟수  | 유형                | 번호                | 운행구간            | 운행 거리           | 운행 횟수           | 운행 대수           | 전환일자        | 비고                                                   |
| ----------- | ------------- | --------- | ---------- | ------------------- | ------------------- | ------------------- | ------------------- | ------------------- | ------------------- | --------------- | ------------------------------------------------------ |
| 신촌 직행   | 신촌~강화     | 53.7km    | 110회      | 직행 좌석           | 3000번              | 신촌~강화           | 53.7km              | 129회               | 32대                | 2010년 4월 30일 | 신촌~강화 노선으로 통합                                |
| 신촌 직행   | 신촌~외포리   | 66.2km    | 19회       | 직행 좌석           | 3000번              | 신촌~강화           | 53.7km              | 129회               | 32대                | 2010년 4월 30일 | 신촌~강화 노선으로 통합                                |
| 신촌 직행   | 신촌~화도     | 57.0km    | 25회       | 직행 좌석           | 3100번              | 신촌~화도           | 57.0km              | 25회                | 6대                 | 2010년 4월 30일 | 이후 2000번으로 번경됨                                 |
| 1번         | 영등포역~강화 | 51.9km    | 75회 (8회) | 시내 일반           | 1번                 | 영등포역~강화       | 51.9km              | 75회                | 13대                | 2010년 4월 23일 | 2010년 7월 1일 88번과 통합                             |
| 3번         | 안양~강화     | 64.4km    | 28회       | 시내 일반           | 380번               | 안양~마송           | 61.1km              | 56회                | 16대                | 2010년 4월 23일 | 통합 및 김포대학으로 단축 (강화군 미경유) 현재의 388번 |
| 3-1번       | 안양~김포대학 | 61.1km    | 28회       | 시내 일반           | 380번               | 안양~마송           | 61.1km              | 56회                | 16대                | 2010년 4월 23일 | 통합 및 김포대학으로 단축 (강화군 미경유) 현재의 388번 |
| 33번        | 부천TR~강화TR | 46.3km    | 14회       | 시내 일반           | 330번               | 부천TR~강화TR       | 46.3km              | 14회                | 4대                 | 2010년 2월 19일 | 2010년 8월 1일 운행중단                                |

아래는 형간전환 이전, 시외직행버스로 운행될 당시의 운행 정보이다. 강화도내 운임은 성인 기준으로 1,100원이었으며, 온수리~김포고 운임은 2,000원, 온수리~신촌 운임은 4,100원이었다. 여타의 직행버스와 달리 대부분의 구간에서 승차권을 발매하지 않았다는 점이 특징이다.
| \| 노선 \| 운행구간 \| 첫차(신촌) \| 막차(신촌) \| 배차간격 \| \| -------- \| ----------------------------------- \| --------------- \| --------------- \| -------------- \| \| 강화행 \| 강화TR~마송~김포시~송정역~신촌 \| 05:40 \| 23:20 \| 10분 \| \| 화도행 \| 화도~온수리~양곡~김포시~송정역~신촌 \| 06:40 \| 20:00 \| 60분 \| \| 외포리행 \| 외포리~안양대~강화TR~신촌 \| 05:40(평일) \| 17:20(평일) \| 60분(평일) \| \| 외포리행 \| 외포리~안양대~강화TR~신촌 \| 05:40(토.일.공) \| 17:30(토.일.공) \| 30분(토.일.공) \| |                                     |                 |                 |                |
| * 신촌~외포리 노선은 현재는 존재하지 않는 운행 계통이다. * 신촌~강화 직행 노선의 경우 평일 06:10분부터 22:20분까지는 10분 간격으로 운행되었다. |                                     |                 |                 |                |
| 노선 | 운행구간                            | 첫차(신촌)      | 막차(신촌)      | 배차간격       |
| 강화행 | 강화TR~마송~김포시~송정역~신촌      | 05:40           | 23:20           | 10분           |
| 화도행 | 화도~온수리~양곡~김포시~송정역~신촌 | 06:40           | 20:00           | 60분           |
| 외포리행 | 외포리~안양대~강화TR~신촌           | 05:40(평일)     | 17:20(평일)     | 60분(평일)     |
| 외포리행 | 외포리~안양대~강화TR~신촌           | 05:40(토.일.공) | 17:30(토.일.공) | 30분(토.일.공) |

#### 최근의 변화
영등포와 강화터미널을 오가던 1번은 2010년 7월 1일 88번과 통합되었으며, 80번과 330번은 각각 2010년 7월 18일과 7월 31일 운행을 중지하였다. 이 중 80번은 2011년 7월 22일 운행을 재개하였다. 하지만 80번은 다시 2013년 10월에 운행을 중단하는 등 몇몇 노선은 운행을 하지 않고 있다.
화도~신촌을 운행하는 3100번은 2014년 7월 16일에 운행이 중단되었다가 2016년 10월 5일에 노선 번호를 2000번으로 변경하여 운행을 재개하였다. 그러다 2020년 9월 14일자로 운행이 중단되고 폐선되었다.
강화버스터미널~신촌을 운행하던 3000번은 2024년 7월 노선이 3000번과, 강화군에 진입하지 않는 3000-1번으로 분리되었다(3000번 직행좌석버스 문단 참조).

## 같이 보기
- 강화여객자동차터미널
- 인천광역시의 시내버스